# Silvester Belt
Silvester Belt, pseudonimo di Silvestras Beltė (Kaunas, 26 novembre 1997), è un cantante lituano.
Ha rappresentato la Lituania all'Eurovision Song Contest 2024 con il brano Luktelk.

## Biografia
Beltė è nato a Kaunas e si è laureato in ambito musicale presso l'Università di Westminster, a Londra. Ha successivamente fatto ritorno nel suo paese natale per dedicarsi al mondo della musica professionalmente; ha dapprima partecipato e vinto il reality Aš – superhitas, per poi prendere parte a X Faktorius, la versione lituana di X Factor. Ha spesso citato Troye Sivan come principale fonte di ispirazione musicale.
Dopo una serie di singoli pubblicati come artista indipendente, Silvester Belt ha firmato un contratto discografico con la OpenPlay nel 2023. Qualche mese più tardi è stato annunciato come uno dei quaranta partecipanti a Eurovizija.LT 2024, il processo di selezione lituano per l'Eurovision Song Contest, con l'inedito Luktelk. Dopo aver superato le semifinali, Luktelk è stato sin da subito il brano preferito dal pubblico lituano anche a livello commerciale, imponendosi al vertice della Singlų Top 100 per tre settimane non consecutive. Alla finale dell'evento, tenutasi il 17 febbraio seguente, il cantante è risultato uno dei tre concorrenti col maggior numero di voti ricevuti dalla giuria e da casa: ha così acceduto alla superfinale, dove il televoto lo ha incoronato vincitore e rappresentante lituano sul palco eurovisivo a Malmö, in Svezia. Nella gara di maggio, Silvester ha concluso al 4º posto la prima semifinale, garantendosi l'accesso alla finale; nella circostanza, si classifica al 14º posto con 90 punti.
Nel dicembre 2024 ha ricevuto tre nomination agli annuali Muzikos asociacijos metų apdovanojimai, fra cui quella alla canzone dell'anno per Luktelk; in occasione della cerimonia, è stato premiato in due categorie.

## Discografia

### Singoli
- 2017 – Noise
- 2017 – Tave radau
- 2020 – Enough 4 U
- 2022 – Ar dar matai
- 2023 – Vidury naktų
- 2024 – Luktelk
- 2024 – Tyliai tyliai
- 2025 – Naktį Saulėje